# 7th Infantry Division (Vereinigte Staaten)

Distinctive Unit Insignia der 7. US-Infanteriedivision

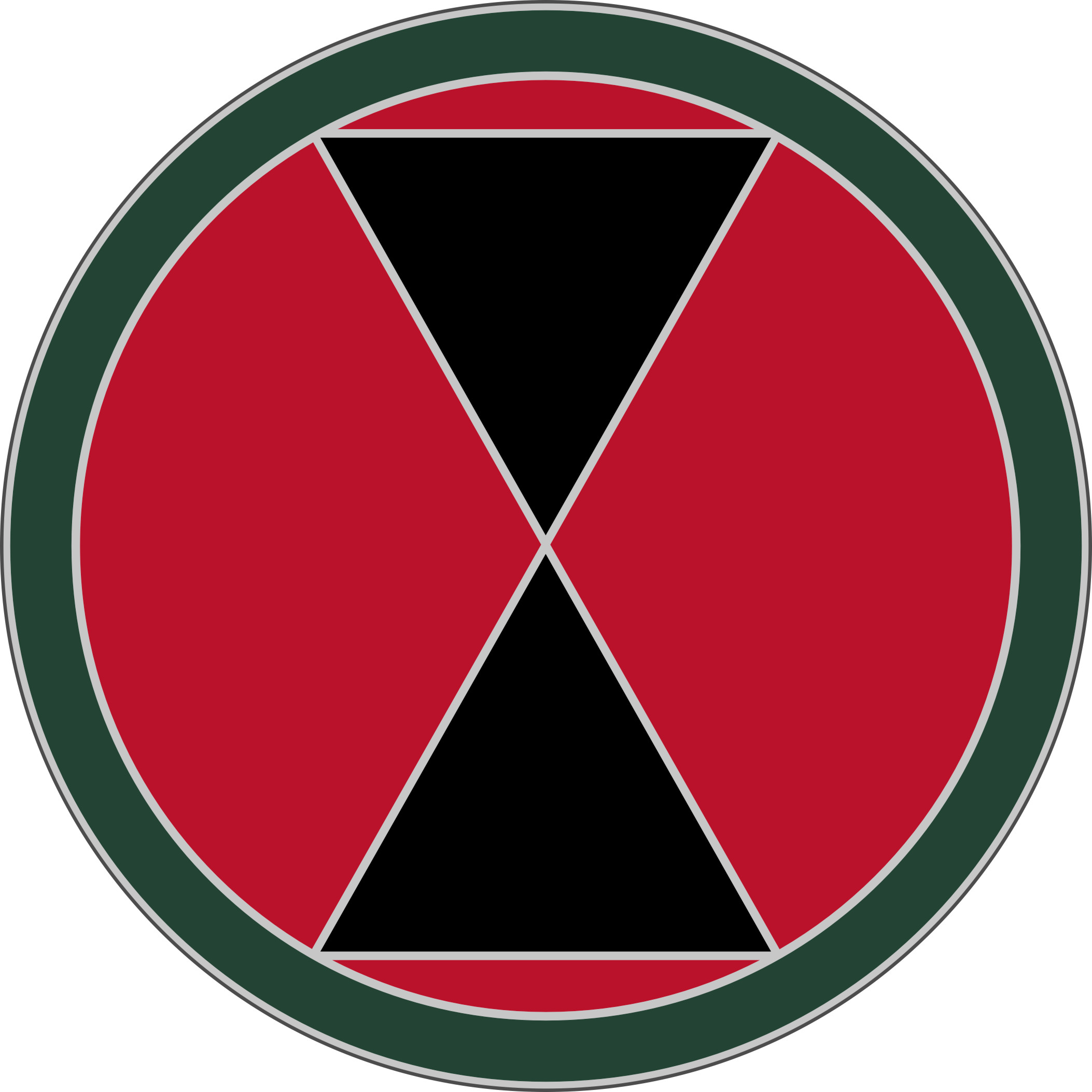
Schulterabzeichen der Division

Die 7th Infantry Division (deutsch 7. US-Infanteriedivision, Spitznamen Bayonet und Hourglass) ist ein Großverband der United States Army. Erstmals aufgestellt im Ersten Weltkrieg kämpfte sie im Pazifikkrieg, im Koreakrieg sowie bei der US-Invasion in Panama. Sie wurde 2006 deaktiviert. Am 10. Oktober 2012 wurde das Hauptquartier der Division (250 Mann) reaktiviert, um dem I. US-Korps als administrative Ebene für dessen fünf Kampfbrigaden zu dienen.

## Geschichte

### Erster Weltkrieg
Die Division wurde am 6. Dezember 1917 in Camp Wheeler, Georgia, aufgestellt und 1918 als Teil der American Expeditionary Forces nach Frankreich verschifft. Sie nahm als Ganzes an keinen Kampfhandlungen teil, jedoch wurden einige ihrer unterstellten Einheiten ab Oktober 1918 in Kämpfe verwickelt. Die Division erlitt hierbei Verluste von 1988 Mann. Nach dem Kriegsende wurde sie für ein Jahr zu Besatzungszwecken verwendet, bevor sie Ende 1919 in die Vereinigten Staaten zurückkehrte. Hier wurde sie im September 1921 in Camp George C. Meade, Maryland, deaktiviert.

### Zweiter Weltkrieg
Am 1. Juli 1940 wurde die Division in Fort Ord, Kalifornien, unter dem Befehl von Joseph Stilwell reaktiviert und setzte sich wie folgt zusammen:
- 17th Infantry Regiment
- 32nd Infantry Regiment
- 53rd Infantry Regiment
- 31st Field Artillery Battalion
- 48th Field Artillery Battalion
- 49th Field Artillery Battalion
- 57th Field Artillery Battalion
- 7th Signal Company
- 707th Ordnance Company
- 7th Quartermaster Company
- 7th Reconnaissance Troop
- 13th Engineer Battalion
- 7th Medical Battalion
- 7th Counter Intelligence Detachment

Die Division wurde dem III. Korps der 4. US-Armee zugeteilt und zu Anfang des Krieges hauptsächlich zu Bau- und Ausbildungszwecken eingesetzt. Im April 1942 wurde sie zur motorisierten Division umformiert und unternahm Übungen in der Mojave-Wüste in Vorbereitung auf eine Verlegung nach Nordafrika. Im Januar 1943 wurde sie jedoch zu einer leichten Division rücktransformiert und begann mit amphibischen Landungsübungen in Vorbereitung auf eine Rolle auf dem pazifischen Kriegsschauplatz.

#### Aleuten

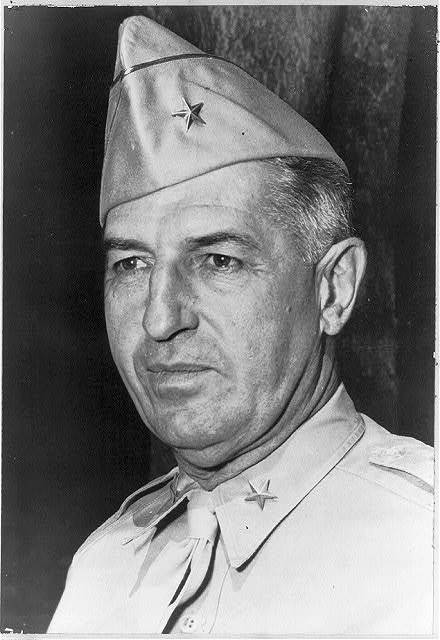
General Archibald Vincent Arnold

Die Division erlebte ihren ersten Kriegseinsatz bei der Landung auf Attu in den westlichen Aleuten am 11. Mai 1943. In schweren Kämpfen gegen die 2900 japanischen Verteidiger erlitt sie Verluste von ca. 550 Gefallenen. Im August 1943 landeten Teile der Division gemeinsam mit kanadischen Truppen auf Kiska, das jedoch bereits von den Japanern geräumt worden war.

#### Marshall-Inseln
Die Division wurde als Nächstes nach Hawaii verlegt und dem V. Amphibischen Korps, einem Verband des Marine Corps, unterstellt. Am 22. Januar 1944 verließ die Division Pearl Harbor, um in der Schlacht um die Marshall-Inseln eingesetzt zu werden. Am 1. Februar landete sie auf Kwajalein, wo sie die dort stationierten Japaner innerhalb weniger Tage in der Schlacht um Kwajalein besiegte. Ihre Verluste hierbei betrugen 176 Gefallene und 767 Verwundete.

#### Leyte
Nach einem erneuten Aufenthalt auf Hawaii wurde die Division am 11. Oktober 1944 als Teil des XXIV. Korps der 6. US-Armee mit Ziel Leyte eingeschifft. Am 20. Oktober landete sie bei dem Ort Dulag und nahm erfolgreich an der bis Februar 1945 dauernden Schlacht um Leyte teil. Danach unternahm sie bis März Übungen in Vorbereitung auf eine Landung auf den Ryūkyū-Inseln.

#### Okinawa
Die Division wurde hierfür dem XXIV. Korps der 10. US-Armee unterstellt. Die Schlacht um Okinawa begann, als sie am 1. April 1945 gemeinsam mit der 96. US-Infanteriedivision und der 1. und 6. Marineinfanteriedivision auf Okinawa landete. Die 7. Division nahm dabei am ersten Tag das Flugfeld bei Kadena ein und marschierte zur Ostküste der Insel. Danach bewegte sie sich südwärts, um Shuri einzunehmen. Nach 82 Tagen schwerer Kämpfe auf Okinawa zählte die Division 1116 Gefallene und rund 6000 Verwundete. Ihre nächste vorgesehene Verwendung war die Operation Downfall, die jedoch nicht mehr zur Durchführung gelangte.
Während des Krieges gewann die Division neun Distinguished Unit Citations und vier Campaign Streamers. Drei Soldaten wurden mit der Medal of Honor ausgezeichnet.
Wenige Tage nach dem V-J-Day landete die Division in Korea, um die Kapitulation der dortigen japanischen Einheiten entgegenzunehmen. Sie blieb dort als Besatzungstruppe, bis sie 1948 nach Japan abgezogen wurde.

### Koreakrieg
Zu Beginn des Koreakriegs wurde die personell bereits geschwächte Division durch Abgaben an nach Korea verschiffte Einheiten weiter auf 9000 Mann ausgedünnt. Als Ersatz hierfür wurden ihr mehr als 8600 südkoreanische Soldaten (KATUSA) eingegliedert. Durch Verstärkungen aus den USA wurde sie wieder auf eine Stärke von 25.000 Mann gebracht, bevor sie in den Kampf geschickt wurde.
Zusammen mit der 1. Marineinfanteriedivision führte die 7. Division im September 1950 die Operation Chromite bei Incheon durch und nahm Seoul ein. Nachdem die in Südkorea befindlichen Kräfte der Nordkoreaner abgeschnitten und aufgerieben worden waren, führte die Division Ende Oktober eine weitere Landung bei Wonsan durch und marschierte danach bis zum Yalu, den sie am 21. November erreichte.

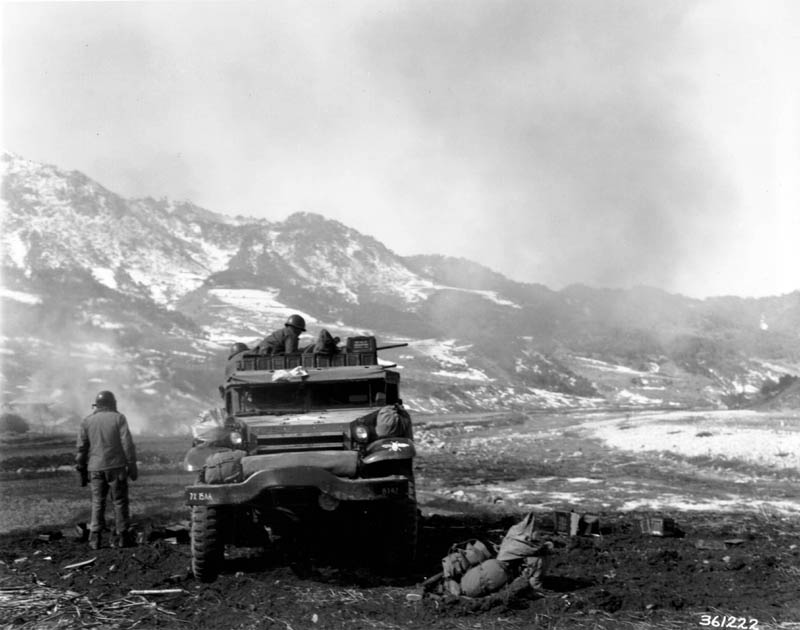
Ein M16 feuert auf chinesische Stellungen, Korea, 12. März 1951

Am 25. November überschritt die Chinesische Freiwilligenarmee die Grenze zu Nordkorea und griff die UN-Truppen an. Teile der Division nahmen an der Schlacht um den Changjin-Stausee teil. Gegen die überwältigende Übermacht der Chinesen erlitten die Regimenter der Division hohe Verluste von bis zu 40 Prozent, bevor sie über den Hafen Hungnam evakuiert werden konnten. Bereits Anfang 1951 wurde die Division wieder in die Front eingeschoben und kämpfte am bei der UN-Offensive zur Wiedererreichung des 38. Breitengrades. Nach einer erneuten Auffrischung löste sie im Oktober 1951 die 2. Infanteriedivision nach der Schlacht von Heartbreak Ridge ab. Bis Kriegsende wurde sie immer wieder in schweren Stellungskämpfen eingesetzt. Während des gesamten Krieges erlitt die Division Verluste von über 15.000 Mann, darunter 3905 Gefallene.

### Kalter Krieg bis 2006
Von 1953 bis 1971 blieb die Division an der Demilitarisierten Zone in Korea eingesetzt und wurde am 2. April 1971 in Fort Lewis, Washington, deaktiviert. Im Oktober 1974 wurde sie in Fort Ord reaktiviert. 1985 wurde sie zu einer leichten Infanteriedivision umformiert. Teile der Division nahmen 1988 an der Operation Golden Pheasant in Honduras und die Division als Ganzes 1989 an der Operation Just Cause in Panama teil. 1994 wurde die Division in Fort Lewis deaktiviert. 1999 wurde das Divisionshauptquartier in Fort Carson, Colorado, als Active Component/Reserve Component-Division reaktiviert und 2006 dort wieder deaktiviert.

## Reaktivierung
Im Jahr 2012 wurde die Division zur Unterstützung des I. Korps reaktiviert. Sie ist in Fort Lewis im Bundesstaat Washington bzw. der heutigen Joint Base Lewis-McChord stationiert. 

## Kommandeure
- COL Guy H. Preston, (Januar 1918)
- BG Charles H. Barth (Januar – 17. Februar 1918)
- BG Tiemann Newell Horn (17. – 25. Februar 1918)
- BG Charles H. Barth (25. Februar – 7. Juni 1918)
- BG Tiemann Newell Horn (7. – 21. Juni 1918)
- BG Charles H. Barth (21. Juni – 24. Oktober 1918)
- BG Lutz Wahl (24. – 28. Oktober 1918)
- MG Edmund Wittenmyer (28. Oktober 1918 – Januar 1919)
- BG Guy H. Preston (Januar 1919)
- MG Edmund Wittenmyer (Januar 1919 – Mai 1919)
- BG Lutz Wahl (Mai 1919)
- MG Edmund Wittenmyer (Mai – Juni 1919)
- BG Lutz Wahl (Juli 1919 – Oktober 1919)
- MG Edward McGlachlin Jr. (Oktober 1919 – Juli 1921)
- MG Charles Justin Bailey (Juli – August 1921)
- MG Harry Hill Bandholtz (August – September 1921)
- Division inaktiv zwischen dem 22. September 1921 bis zum 1. Juli 1940
- MG Joseph Stilwell (1. Juli 1940 – August 1941)
- MG Charles H. White (August 1941 – April 1942)
- MG Albert E. Brown (April 1942 – 21. April 1943)
- MG Eugene M. Landrum (Mai 1943 – Juni 1943)
- BG Archibald V. Arnold (Juli 1943 – September 1943)
- MG Charles H. Corlett (6. September 1943 – 19. Februar 1944)
- MG Archibald V. Arnold (19. Februar 1944 – 8. September 1945)
- BG Joseph L. Ready (8. September 1945 – Januar 1946)
- BG Leroy J. Stewart (Januar 1946 – März 1946)
- MG Andrew D. Bruce (März 1946 – Oktober 1947)
- BG Harlan N. Hartness (Oktober 1947 – Mai 1948)
- MG John B. Coulter (Januar – June 1948)
- BG Edwin W. Piburn (Juni – September 1948)
- MG William F. Dean (September 1948 – Mai 1949)
- MG David G. Barr (Mai 1949 – Januar 1951)
- MG Claude B. Ferenbaugh (Januar – Dezember 1951)
- MG Lyman L. Lemnitzer (Dezember 1951 – Juli 1952)
- MG Wayne C. Smith (Juli 1952 – March 1953)
- MG Arthur G. Trudeau (März – Oktober 1953)
- MG Lionel C. McGarr (Oktober 1953 – Mai 1954)
- MG Edmund Sebree (Mai 1954 – August 1955)
- MG Paul Caraway (August 1955 – April 1956)
- BG Ralph J. Butchers (April – Juni 1956)
- MG Carl H. Jark (Juni 1956 – September 1957)
- MG Thomas J. Sands (September 1957 – April 1958)
- MG Normando A. Costello (April 1958 – Juni 1959)
- MG Teddy H. Sanford (Juni 1959 – August 1960)
- MG Tom R. Stoughton (August 1960 – September 1962)
- BG Frank S. Henry (September 1962 – Januar 1963)
- MG Chester A. Dahlen (Januar – August 1963)
- MG David W. Gray (August 1963 – Juni 1964)
- MG Ferdinand T. Unger (Juni 1964 – August 1965)
- MG Chester L. Johnson (August 1965 – Juli 1966)
- MG Frederic W. Boye Jr. (Juli 1966 – September 1967)
- MG William A. Enemark (September 1967 – August 1968)
- MG Osmund A. Leahy  (August 1968 – November 1968)
- BG James K. Terry (November 1968 – Januar 1969)
- MG Edward P. Smith (Januar 1969 – Mai 1970)
- MG Harold G. Moore (Mai 1970 – April 1971)
- Division inaktiv (2. April 1971 – 21. Oktober 1974)
- Keine Angaben  (1974 – 1982)
- MG James E. Moore Jr. (1982–?)
- MG William Hardin Harrison (Januar 1985 – Juli 1987)
- MG Edwin H. Burba Jr. (Juli 1987 – Juni 1988)
- MG Carmen J. Cavezza (Juni 1988 – Mai 1990)
- MG Jerry A. White (Mai 1990 – September 1991)
- MG Marvin L. Covault (September 1991 – März 1993)
- MG Richard F. Timmons (März 1993 – September 1994)
- Division inaktiv (1. Oktober 1994 – 4. Juni 1999)
- MG John M. Riggs, (Juni 1999)
- MG Edward Soriano (Juni 1999 bis Oktober 2001)
- MG Charles C. Campbell (Oktober 2001 – Oktober 2002)
- MG Robert (Bob) Wilson (Oktober 2002 – Januar 2005)
- MG Robert W. Mixon Jr. (Januar 2005 – August 2006)
- Division inaktiv (August 2006 – 11. Oktober 2012)
- MG Stephen R. Lanza (Oktober 2012 – Februar 2014)
- MG Terry R. Ferrell (Februar 2014 – August 2014)
- MG Thomas S. James Jr. (August 2014 – Juli 2017)
- MG Willard Burleson ( Juli 2017 – August 2019)
- MG Xavier T. Brunson (August 2019 – Mai 2021)
- MG Stephen G. Smith (Mai 2021 – September 2023)
- MG Michelle A. Schmidt (seit September 2023)

- BG = Brigadegeneral, MG = Generalmajor (Major General)
- Die Angaben für die Jahre 1974 bis 1985 sind nicht auffindbar